# Meioneta kaszabi
Meioneta kaszabi là một loài nhện trong họ Linyphiidae.
Loài này thuộc chi Meioneta. Meioneta kaszabi được miêu tả năm 1965 bởi Loksa.